# AMV Makaria Bonn

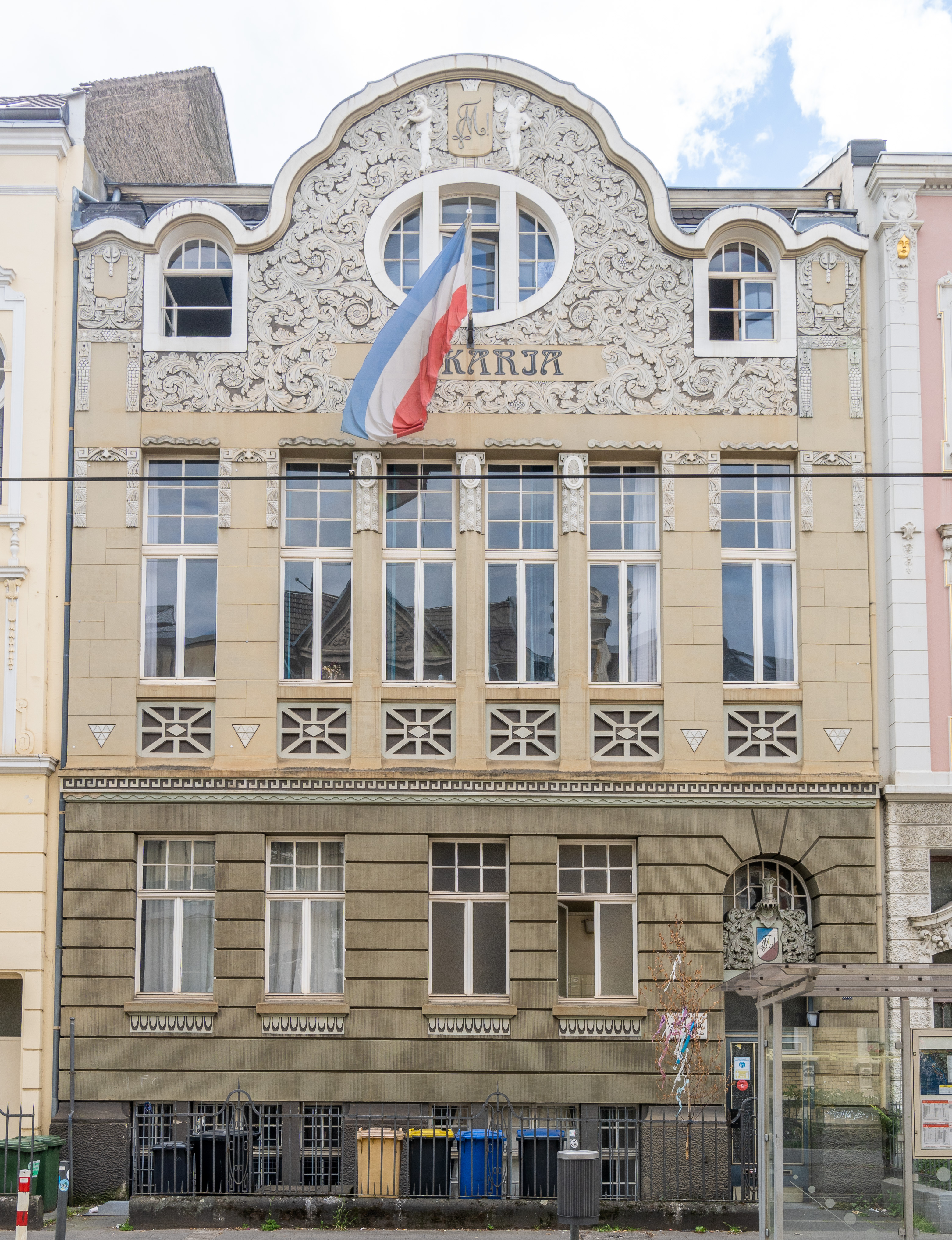
Verbindungshaus im Bonner Talweg

Die AMV Makaria Bonn ist eine musikalische Studentenverbindung an der Rheinischen Friedrich-Wilhelms-Universität in Bonn. Sie ist nichtschlagend und nichtfarbentragend, jedoch farbenführend (Hellblau, Weiß, Rot). Die AMV Makaria gehört zum Sondershäuser Verband und wurde am 18. November 1878 gegründet. Der Name „Makaria“ geht auf ein Gedicht von Theodor Körner zurück und bedeutet Glückseligkeit.

## Geschichte
Die Gründung der AMV Makaria als Akademisch-Musikalischer Verein erfolgte am 18. November 1878 durch Georg Ragoczy und Emil Sehling. Bereits 1880 erfolgte die Umwandlung des AMV in eine Studentenverbindung. Im nächsten Jahr erfolgte der Beitritt zum Verband deutscher Studentengesangsvereine, heute Sondershäuser Verband Akademisch-Musikalischer Verbindungen.
Auf einem Konvent am 5. August 1882 traten neun von zehn Aktiven aus. Sie gründeten eine neue Verbindung namens Marchia, die aber nur wenige Semester überlebte. Der verbliebene Aktive, Hänlein, organisierte 17 neue Mitglieder, was am 24. Oktober 1882 zur Wiedergründung der AMV führte. 1883 erfolgte die offizielle Umbenennung in Akademisch-Musikalische Verbindung Makaria nach einem Treffen mit Ragoczy, der den Namen „Makaria“ auf Grund eines Gedichtes von Theodor Körner vorschlug. Im nächsten Jahr folgte die Gründung des Altherrenverbandes. Im Februar 1906 konnte ein neues Verbindungshaus im Bonner Talweg (Architekt: Karl Thoma) eingeweiht werden, das der Makaria bis heute gehört. Die Jugendstilfassade steht unter Denkmalschutz.
Nachdem während des Ersten Weltkrieges das Verbindungsleben weiterlief, erfolgte 1935/36 die Auflösung der Makaria und die Einsetzung der Kameradschaft „Moltke“, die das Haus im Wintersemester 1939/40 bezog. 1948 erfolgte die Wiedergründung der AMV Makaria, am 30. Oktober 1948 auch mit einer neuen Aktivitas. Im Mai 1948 ging die Sängerverbindung Ascania-Curonia Königsberg in der AMV Makaria auf. Das gesamte Mobiliar der Verbindung ging im Krieg verloren. Über ein Wiedergutmachungsverfahren erhielt die Makaria 1950 das Haus zurück und eine Entschädigung für den Inventarverlust. Das Obergeschoss wurde von einer privaten Handelsschule genutzt. Ab 1962 konnte das Haus wieder vollständig genutzt werden. Seit 1969 werden Frauen in den Verein aufgenommen. 2001 wurden sieben Zimmer eingerichtet, die der Aktivitas zur Verfügung stehen.

## Programm
Die Theatergruppe wurde Anfang des Jahres 2010 neu gegründet. Außerdem nutzen mehrere Bands die Räumlichkeiten des Hauses für Proben. Neben diesen festen Gruppen stehen jedes Semester Vortrags- und Diskussionsabende zu unterschiedlichen Themen, Konzerte aller Art und gemeinsame Aktionen wie Fahrten etc. auf dem Programm.

## Selbstbild
Die AMV Makaria ist unparteilich und überkonfessionell und hat den Wahlspruch In musica solatium et refugium (dt.: „Trost und Zuflucht in der Musik“). Der Zirkel der AMV Makaria besteht aus einem M für Makaria und den Buchstaben v, c, f, was für Vivat, crescat, floreat (dt.: „Sie lebe, wachse und blühe!“) steht, den Wahlspruch des Sondershäuser Verbandes.

## Mitglieder
- Arnold Brecht (1884–1977), Ministerialbeamter, ab 1933 in der amerikanischen Emigration Politikwissenschaftler
- Horst Eickmeyer (* 1935), Bürgermeister von Meersburg, Oberbürgermeister von Konstanz
- Leonhard Jores (1866–1935), Pathologe und Hochschullehrer
- Karl Lamprecht  (1856–1915), Historiker in Leipzig
- Theodor Litt (1880–1962), Reformpädagoge, Rektor der Universität Leipzig
- Paul Luchtenberg (1890–1973), Politiker, Kultusminister von Nordrhein-Westfalen
- Fritz Rittner (1921–2010), Rechtswissenschaftler, Professor an der Albert-Ludwigs-Universität Freiburg
- Emil Sehling (1860–1928), Jurist und Hochschullehrer
- Robert Siller (1881–?), Reichsgerichtsrat
- Otto Strecker (1931–2024), Agrarwissenschaftler und Pionier des Agrarmarketings
- Heinrich Sürder (1871–1951), Bürgermeister von Schlebusch
- Fritz Volbach (1861–1940), Dirigent, Komponist und Musikwissenschaftler